# Altengeseke
Altengeseke ist ein Ortsteil der Gemeinde Anröchte  im Kreis Soest in Nordrhein-Westfalen, Deutschland. Ortsvorsteher ist Thomas Gerwin.

## Geschichte
Die erste schriftliche Erwähnung des Ortes Altengeseke findet sich möglicherweise in einer Schenkungsurkunde Ludwigs des Frommen aus dem Jahre 833. Graf Ricdag erhält 5 Hufen in „Geiske“. Weiterhin wurden auch Ampen als Anadopa und das nur 6 km entfernte Schmerlecke als Ismerleke erwähnt.
Aber auch Geseke beansprucht diese Urkunde als erste Erwähnung. Für Geseke als Urkundengegenstand spricht zum einen die Lage am Hellweg, wie sie für Ampen und Schmerlecke auch gegeben ist. Zum anderen die Distanzen zwischen den Ortschaften: Ampen ↔ Schmerlecke (15 km), Schmerlecke ↔ Geseke (19 km). Damit wird zugleich ein karolingisches Königsgut nachgewiesen, dass es nur in Geseke, aber nicht in Altengeseke gab. Ebenso ist die Schreibweise „Geiske“, die sich nicht mit späteren Schreibweisen von Altengeseke im 11./12. Jahrhundert in Einklang bringen lässt, ein weiteres Indiz für die Stadt Geseke. Des Weiteren sind nur in Geseke archäologische Beweise für eine Besiedlung im 9. Jahrhundert gegeben, in Altengeseke setzen die archäologischen Siedlungsnachweise erst im 11. Jahrhundert ein. Zudem wurde Ricdag 822 bereits in Bönninghausen aktiv, das nur wenige Kilometer vom Stadtkern Gesekes entfernt liegt.
Seit etwa 1238 führt das Dorf die Vorsilbe Alten. Altengeseke lag bis 1822 im Einflussbereich des Gogerichtes Erwitte innerhalb der Erzdiözese Köln.
Der Ort war Sitz einer Ministerialenfamilie mit Namen Veschen (auch Jeschen oder Geischen) der Grafen von Arnsberg. Die Familie wurde zwischen 1238 und 1484 urkundlich erwähnt. Die Familie starb dann aus, die geteilten Güter gingen an die Familien Schlinkwurm (Kettler) und von Wrede. Zwischen 1752 und 1756 wurde die Nikolauskirche gebaut, der Turm wurde 1798 erneuert. Während der Soester Fehde wurde das Dorf 1445 schwer gebrandschatzt und im Dreißigjährigen Krieg 1622 durch die Braunschweiger in Schutt und Asche gelegt. Die Bewohner wurden von 1631 bis 1638 mehrfach geplündert. Die Pest suchte das Dorf 1636 heim. Die Bevölkerung verarmte.
Im Zuge der kommunalen Neuordnung wurde die ehemals selbstständige Gemeinde im Amt Anröchte am 1. Januar 1975 nach Anröchte eingemeindet und ist seitdem eine der zehn Ortschaften der neugebildeten Gemeinde.

## Wirtschaft
Das Dorf ist überwiegend landwirtschaftlich geprägt, zahlreiche alte Bruchstein-, Backstein- und Fachwerkgebäude prägen das Ortsbild. Neubaugebiete aus verschiedenen Epochen umschließen den Ortskern ringförmig. Die neu hinzugekommenen Gebäude unterscheiden sich stark in Bezug auf Dach-, Material- und Farbgestaltung. Sie bilden einen starken Kontrast zur alten dörflichen Bausubstanz. Auch existieren etliche nicht mehr bewirtschaftete Hofstellen, die umgenutzt wurden, wie das nostalgische Café Onkel Adam an der Pfarrkirche. Es werden sieben Vollerwerbs- und acht landwirtschaftliche Nebenerwerbsbetriebe unterhalten. Insgesamt 13 unterschiedliche Handwerks- und Gastronomiebetriebe bieten etwa 85 Menschen Arbeit im Vollerwerb.

## Bauwerke

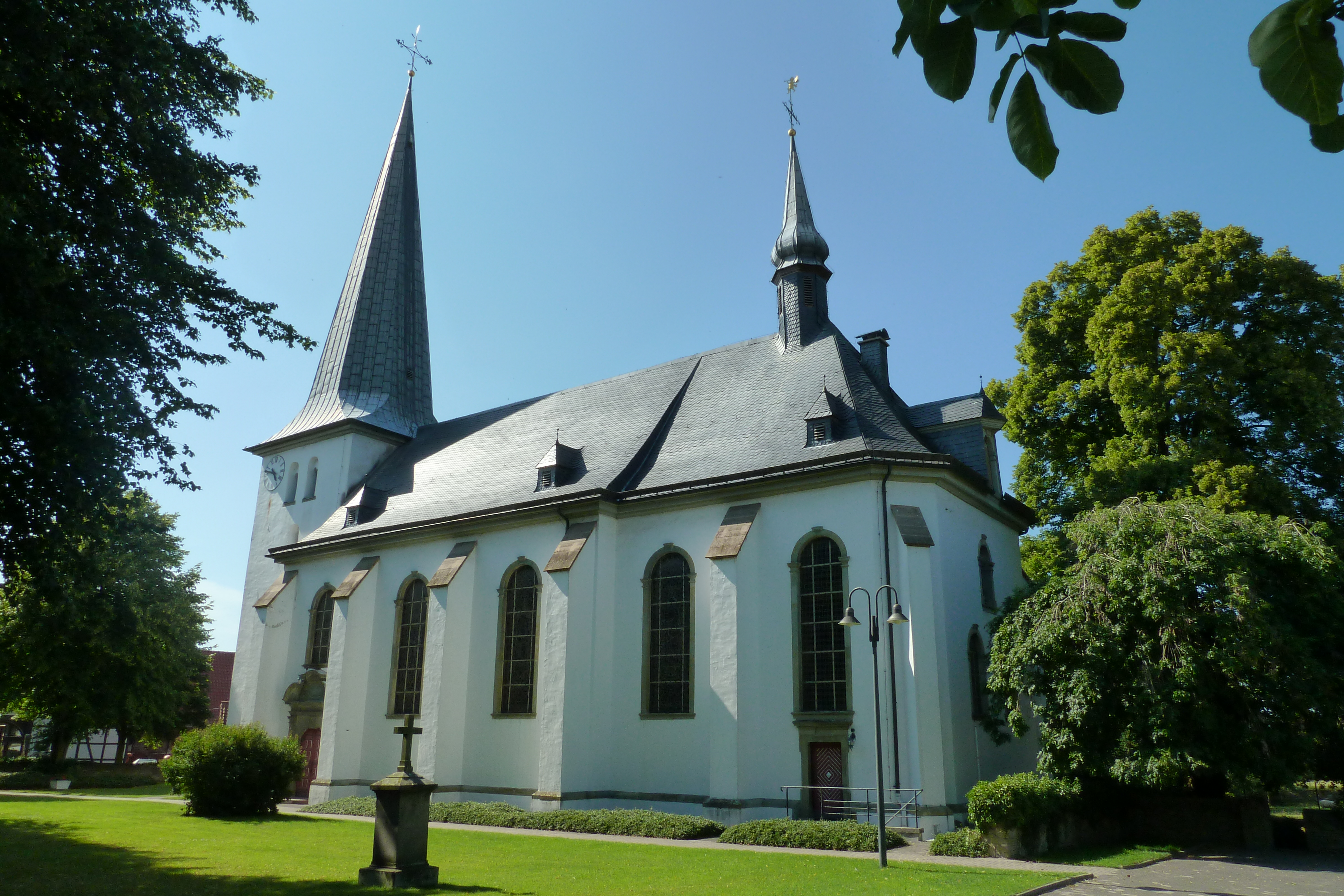
St. Nikolaus

Auffälligstes Gebäude ist die 1752 erbaute barocke Pfarrkirche St. Nikolaus (Altengeseke). Mittelpunkt der Dorfgemeinschaft ist die 1922 gebaute Schützenhalle, sie wurde 1973 und von 1995 bis 1999 erweitert. 
Im Ortsgebiet befinden sich ein Kriegerdenkmal und einige Bildstöcke.

## Erziehungs- und Bildungseinrichtungen
Im Ort wird ein Gemeindekindergarten  mit 25 Plätzen unterhalten. Die nächstgelegenen Schulen befinden sich in Erwitte und Anröchte.